# Sins of Her Parent
Sins of Her Parent est un film muet américain réalisé par Frank Lloyd et sorti en 1916.

## Fiche technique
- Titre : Sins of Her Parent
- Réalisation : Frank Lloyd
- Scénario : Frank Lloyd, d'après une nouvelle de Tom Forman
- Chef opérateur : William C. Foster
- Production : Fox Film Corporation
- Genre : Film dramatique
- Dates de sortie : 
  -  États-Unis : 6 novembre 1916

## Distribution
- Gladys Brockwell : Adrian Gardiner/Valerie Marchmont
- William Clifford : Robert Carver
- Carl von Schiller : Richard Carver
- George Webb : Arthur Heatherway
- Herschel Mayall : Jim McNeil
- Jim Farley : Shorty